# Macronychoptera
Macronychoptera es un suborden de pterosaurios que contiene a los miembros más cercanos a Macronychoptera que a Eopterosauria. En este suborden están los infraordenes Novialoidea y Dimorphodontia.

## Clasificación
- Suborden Macronychoptera
- Clado  Novialoidea
- Familia Campylognathoididae
  - Austriadactylus
  - Campylognathoides
  - Carniadactylus
  - Caviramus
  - Eudimorphodon
- Clado Breviquartossa
  - Sordes
- Familia Rhamphorhynchidae
- Clado Monofenestrata